# Scott Wells
Scott Darvin Wells (Spring Hill, 17 gennaio 1981) è un ex giocatore di football americano statunitense che ha militato nel ruolo di centro nella National Football League (NFL). Fu scelto nel corso del settimo giro (251º assoluto) del Draft NFL 2004 dai Green Bay Packers. Al college ha giocato a football all'Università del Tennessee.

## Carriera professionistica

### Green Bay Packers

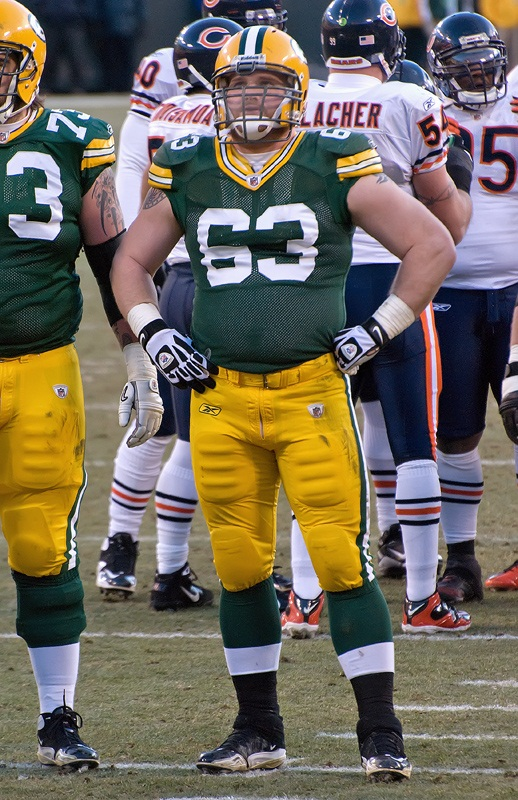
Wells con la maglia dei Packers.

Wells fu selezionato dai Green Bay Packers nel corso del settimo giro (251º assoluto) del Draft NFL 2004. Il 5 settembre 2004, il giocatore fu tagliato dai Packers ma rifirmò con la franchigia due giorni dopo per unirsi alla squadra di allenamento.
Il 2 ottobre 2004, Wells fu promosso nel roster attivo quando Mike Flanagan fu posto in lista infortunati. Il debutto professionistico del giocatore avvenne il 21 novembre 2004, come membro degli special team, nel corso di una gara in trasferta contro gli Houston Texans.
Wells fu nominato centro titolare della squadra nella primavera del 2006, conservando tale ruolo per tutte le rimanenti annate trascorse nel Wisconsin, e saltando una sola partita a causa di un infortunio ad un occhio. Nel novembre 2006, Scott firmò un prolugamento contrattuale quinquennale del valore di 15 milioni di dollari complessivi.
Il 6 febbraio 2011, Scott disputò come centro titolare il Super Bowl XLV, vinto 31-25 sui Pittsburgh Steelers, laureandosi per la prima volta campione NFL.
Il 26 dicembre 2011, Wells fu selezionato per il primo Pro Bowl della carriera.

### St. Louis Rams
Wells firmò un contratto per trasferirsi ai St. Louis Rams il 16 marzo 2012. Si ritirò dopo la stagione 2014.

## Palmarès

### Franchigia
- Super Bowl : 1

Green Bay Packers: Super Bowl XLV
- National Football Conference Championship: 1

Green Bay Packers: 2010

### Individuale
- Convocazioni al Pro Bowl: 1

2011